# 김종원 (1922년)
김종원(金宗元 1922년 7월 8일~1964년 1월 30일)은 일제강점기 일본군 출신 친일반민족행위자이자 해방후 대한민국의 군인이다.

## 생애
1946년 1월 15일 국방경비대 제1연대 A중대 소대장이었으며, 1948년 10월 19일 발발한 여순사건을 토벌하고자 부산에 주둔하던 5연대 1대대 대대장으로서 참여했다. 만주에서 일본군으로 근무 당시 독립군과 그들을 지지하던 조선인들에게 가혹하게 대했던 그는 여수에서도 시내에서 잡아오는 가담자로 지목된 시민들을 다른 시민이 지켜보는 가운데서 일본도로 목을 치고 지치면 권총으로 쏴 죽였다는 기록이 남아 있다.
1949년 5월 김종원은 신성모의 추천으로 계엄군 사령관으로 임명되었다. 한국전쟁중 거창 양민 학살 사건 직후 사건 조사와 관련된 국회의 방문 조사 때 국군을 빨치산으로 가장하여 습격해 조사활동을 중단시켰고 이 사건으로 51년 9월 군법회의에 회부됐고 재판 결과 3년을 선고받았다. 하지만, 바로 대통령 특사로 사면받고 풀려났으며 1956년 5·15 대통령 선거 뒤 부정선거의 공을 인정받아 내무부 치안국장에 임명되었으며 1960년 5월, 4월 혁명 뒤 임흥순과 이익흥 등과 함께 장면 부통령 저격 사건에 연루돼 서대문형무소에서 복역하다가, 1961년 12월 당뇨병으로 병보석을 받아 1964년 1월 30일에 사망했다.

## 영화
- 백두산 호랑이를 찾아서 : 독립영화 (감독 구본환, 95분)[2]

김종원은 구본환 감독의 이모 할아버지이다.

## 사후
일본군 장교로 복무한데다가 조선인들과 항일 운동가들을 악랄하게 탄압한 이유로 민족문제연구소에서 친일인명사전에 수록하기 위해 정리한 친일인명사전 수록예정자 명단의 군 부문에 선정되었다.

## 김종원을 연기한 배우들
- 오동영 - 야인시대 (SBS 드라마) 2003년
- 김세민 - 야인시대 (SBS 드라마) 2003년